# فقد السمع المكاني
يشير مصطلح فقد السمع المكاني إلى شكل من أشكال الصمم يتمثل بالعجز على استخدام الأدلة المكانية التي تشير إلى مكان صدور الصوت في الفراغ المحيط. يؤثر هذا الاضطراب بدوره على قدرة الشخص على فهم الكلام بوجود ضجيج محيط.
يواجه المصابون بفقد السمع المكاني صعوبات عند معالجة الكلام الذي يصل إليهم من اتجاه ما مع فلترة ’الضجيج’ المحيطي القادم من الاتجاهات الأخرى في الوقت ذاته. أظهرت الدراسات أن فقد السمع المكاني يقع في مقدمة أسباب اضطراب المعالجة السمعية المركزي (سي إيه بي دي) لدى الأطفال. يعاني الأطفال المصابون بفقد السمع المكاني عادة من صعوبات في فهم الكلام عند الوجود في مكان مزدحم مثل الفصول الدراسية. يُلاحظ فقد السمع المكاني لدى معظم الأشخاص الذين تجاوزوا السبعين من العمر، كما قد يكون في بعض الأحيان مستقلًا عن الأنماط الأخرى من فقد السمع الناتج عن الشيخوخة. كما هو الحال في صمم الشيخوخة، يتغير فقد السمع المكاني مع العمر. عبر الطفولة وصولًا إلى سن البلوغ، يُمكن النظر إليه باعتباره اكتساب السمع المكاني (إذ يصبح سماع الكلام وسط الضجيج أسهل)، أما لاحقًا ومع الوصول إلى منتصف العمر وما بعده يبدأ فقد السمع المكاني (إذ يصبح التقاط صوت الحديث وسط الضجيج أصعب مع العمر).
يتمكن الشخص من تحديد مكان الموجات الصوتية القادمة من اليمين أو اليسار (المستوى الأفقي) بشكل أساسي من خلال الفوارق الزمنية البسيطة لوصول التنبيه الصوتي ذاته إلى الأذنين. يُسمع الصوت القادم من أمام الرأس مباشرة في الأذنين خلال الوقت ذاته. يُسمع الصوت القادم من جانب الرأس في الأذن القريبة قبل نحو 0.0005 ثانية من الأذن البعيدة. يُسمع الصوت الواقع في منتصف المسافة إلى الجانب في الأذن القريبة قبل نحو 0.0003 ثانية من الأذن البعيدة. يُعرف هذا التأثير باسم دليل الفارق الزمني بين الأذنين (آي تي دي)، ويُقاس من خلال معالجة الإشارات في كل من السبيلين السمعيين المركزيين اللذين يبدأ كل منهما من القوقعة ويعبر جذع الدماغ والدماغ المتوسط. يعاني بعض المصابين بفقد السمع المكاني من فقدان القدرة على معالجة أدلة الفارق الزمني بين الأذنين (عند الترددات المنخفضة).
يتمكن الشخص من تحديد مكان الموجات الصوتية القادمة من الأسفل أو الأعلى أو خلف الرأس (المستوى العمودي) من خلال معالجة الإشارة في السبيلين السمعيين المركزيين. لكن الاستدلال في هذه الحالة يعتمد على القمم (الذرا) التي تُضاف إلى الصوت القادم إلى الأذنين من خلال الشكل المعقد لصيوان الأذن. تُضاف ذرا مختلفة للموجة الصوتية القادمة من الأسفل مقارنة بالأمواج القادمة من الأعلى أو من الخلف. تُضاف أكثر الذرا وضوحًا إلى الأصوات التي يتراوح ترددها بين 4 كيلوهرتز و10 كيلوهرتز. يعاني بعض المصابين بفقد السمع المكاني من فقدان القدرة على معالجة الأدلة المرتبطة بالصيوان (عند الترددات العالية).